# الذنيبة (المسيمير)

تعديل مصدري - تعديل

الذنيبة هي إحدى قرى عزلة المسيمير بمديرية المسيمير التابعة لمحافظة لحج، بلغ تعداد سكانها 168 نسمة حسب تعداد اليمن لعام 2004.